# Acuerdo de Nueva York

Mapa regional con el oeste de Nueva Guinea destacado. Al oeste, las Molucas en Indonesia; al este, Papúa Nueva Guinea; al sur, Australia

El Acuerdo de Nueva York es un acuerdo firmado por los Países Bajos e Indonesia sobre la administración del territorio del oeste de Nueva Guinea. La primera parte del acuerdo propone que las Naciones Unidas asuman la administración del territorio, y la segunda parte propone un conjunto de condiciones sociales que se proporcionarán si las Naciones Unidas ejercen una discreción propuesta en el «artículo 12» del acuerdo para permitir a Indonesia la ocupación y administración del territorio. Negociado durante las reuniones organizadas por los Estados Unidos, el acuerdo se firmó el 15 de agosto de 1962 en la sede de las Naciones Unidas en la ciudad de Nueva York.
El acuerdo se agregó a la agenda de la Asamblea General de las Naciones Unidas de 1962 y precipitó la resolución 1752 (XVII) de la Asamblea General que otorga la autoridad de las Naciones Unidas para ocupar y administrar la Nueva Guinea Occidental. Aunque los acuerdos no pueden anular las obligaciones definidas en la Carta de las Naciones Unidas,  y el acuerdo afirmaba que era para el beneficio de las personas del territorio, algunas personas creían que el acuerdo estaba sacrificando a las personas de esa zona para beneficio de las potencias extranjeras. Un resumen del Departamento de Estado de los Estados Unidos de 1962 afirma que: 

...el acuerdo fue casi una victoria total para Indonesia y una derrota para los Países Bajos, que los Estados Unidos  y La Oficina de Asuntos Europeos simpatizó con el punto de vista holandés de que la anexión de Indonesia simplemente se cambiaría el color del colonialismo de blanco por marrón, y que La razón subyacente por la que el gobierno de Kennedy presionó a los Países Bajos para aceptar este acuerdo fue que creía que las consideraciones de la Guerra Fría y evitar que Indonesia se convierta en comunista anuló el caso holandés.

## Antecedentes
... si Java, Sumatra, etc., deberían separarse de los Países Bajos en el futuro previsible, ¡que Dios no lo permita!, entonces no es necesario que sea el caso de Nueva Guinea. Nueva Guinea no pertenece al archipiélago de las Indias, ya sea geográfica o geológicamente ... Ni los javaneses, ni los acehneses ni los habitantes de Palembang tienen derecho a este país "vacío". Los holandeses fueron los primeros en ocuparlo y tienen derecho a utilizarlo para el excedente de la población de los Países Bajos ...
Profesor de la colonización PE Winkler, 1936

Se acepta que los orígenes de la  disputa sobre la  Nueva Guinea holandesa se originaron en la necesidad previa de la Segunda Guerra Mundial de encontrar una patria para los  indo de Eurasia. Según CLM Penders, Ninguna de las otras razones, incluyendo el desarrollo de la isla, adelantada por los Países Bajos para la continuación de su gobierno de Nueva Guinea Occidental sirvió racionalmente al interés nacional holandés suficiente para mantener un territorio que lo llevaría a perder tanto negocios y buena voluntad internacional. A partir de la década de 1920 un gran número de indo desempleados en Java persuadió al gobierno holandés para que estableciera colonias en el noroeste de Nueva Guinea, que finalmente no le dio a los colonos la prosperidad que esperaban. Sin embargo, Nueva Guinea fue concebida como una «tierra prometida»  en la imaginación de grupos como el Club Vaderlandsche y el  Partido Nazi Holandés que presionó por una «provincia holandesa blanca en las Indias». Aunque esta provincia nunca se logró, los indos mantuvieron una posición privilegiada y resentida en Indonesia, de modo que fueron los más fuertes defensores de una Nueva Guinea autónoma. Desde 1945 durante la  Revolución Nacional de Indonesia. Los Países Bajos intentaron negociar un lugar especial para Nueva Guinea en varias conferencias con nacionalistas indonesios y el Acuerdo de Linggadjati, entre otras cosas, reservó a Nueva Guinea como un lugar de asentamiento para los indos.
Sin embargo, durante la Conferencia de la Mesa Redonda holandés-indonesia de 1949, tanto Indonesia como los Países Bajos no pudieron ponerse de acuerdo sobre el estado de Nueva Guinea, mientras que los Países Bajos argumentaron que debería mantener a Nueva Guinea Occidental para la eventual autodeterminación de los nativos, una vez esos habitantes se habían vuelto suficientemente «maduros». El acuerdo resultante no estaba claro sobre el estado final de Nueva Guinea, aunque el Partido Laborista holandés rechazó una enmienda que habría excluido explícitamente a Nueva Guinea de la independencia de Indonesia. A partir de 1951, el gobierno de Indonesia interpretó los resultados de la Conferencia de la Mesa Redonda como algo que le otorga soberanía sobre todas las antiguas Indias Orientales Neerlandesas, incluida Nueva Guinea. A lo largo de las negociaciones con los indonesios, los Países Bajos mantuvieron que podía renunciar a la soberanía sobre la Nueva Guinea holandesa, porque los partidos conservadores en el  parlamento holandés, profundamente humillados por la independencia de Indonesia y queriendo mantener un bastión colonial en la zona, no votarán para ratificar cualquier acuerdo de este tipo. Cuando el gobierno indonesio se retiró de la Unión de Países Bajos-Indonesia debido a la frustración por el ritmo lento de las conversaciones sobre Nueva Guinea, los Países Bajos se sintieron liberados de cualquier obligación de continuar las negociaciones sobre el tema. Indonesia, apoyada por todas las naciones africanas y asiáticas excepto  China nacionalista intentó aprobar una resolución de la Asamblea General de las Naciones Unidas instando a los Países Bajos a negociar con ella sobre el estado de Nueva Guinea Occidental, pero la resolución fue bloqueada por la oposición de todas las naciones occidentales, excepto Grecia.
Indonesia obtuvo más apoyo internacional para las negociaciones con los Países Bajos durante la  Cumbre de Ginebra y la  Conferencia Asiático-Africana en 1955, después de lo cual los periódicos e iglesias holandesas, anteriormente incondicionalmente a favor de mantener a Nueva Guinea, abogaron por llevar a Nueva Guinea "a una esfera más tranquila" de Administración Fiduciaria de las Naciones Unidas. Sin embargo, en 1956, los Países Bajos modificaron su constitución para incluir a Nueva Guinea Occidental como un país constituyente del Reino de los Países Bajos, aunque el gobierno excluyó una enmienda que habría especificado la autodeterminación como el objetivo de la soberanía holandesa sobre el territorio. Dentro de Nueva Guinea occidental, los Países Bajos liberalizaron los partidos políticos, pero prohibieron los partidos pro-Indonesia como subversivos. En respuesta al endurecimiento de los Países Bajos, la posición de Indonesia sobre Nueva Guinea cambió gradualmente para decir que el pueblo de Nueva Guinea ya ejercía su derecho a la libre determinación con la  Proclamación de la Independencia de Indonesia en 1945. Después de la tercera y última votación final en la Asamblea General de las Naciones Unidas en 1957, en la cual una resolución que instaba al diálogo holandés-indonesio, con el apoyo de la mayoría de las naciones que representan a la mayoría de la población mundial, fue bloqueada por las potencias coloniales, el ministro de Relaciones Exteriores de Indonesia, Subandrio, dijo que ya no buscaría resolver el problema "West Irian" (West New Guinea) en las Naciones Unidas. En 1958 estallaron en Indonesia huelgas de masas y confiscaciones ilegales contra empresas holandesas, organizadas por el  Partido Comunista, grupos de jóvenes y veteranos, obligaron a los ciudadanos holandeses a huir del país. Las relaciones diplomáticas se cortaron con los Países Bajos en 1960.

## Negociaciones

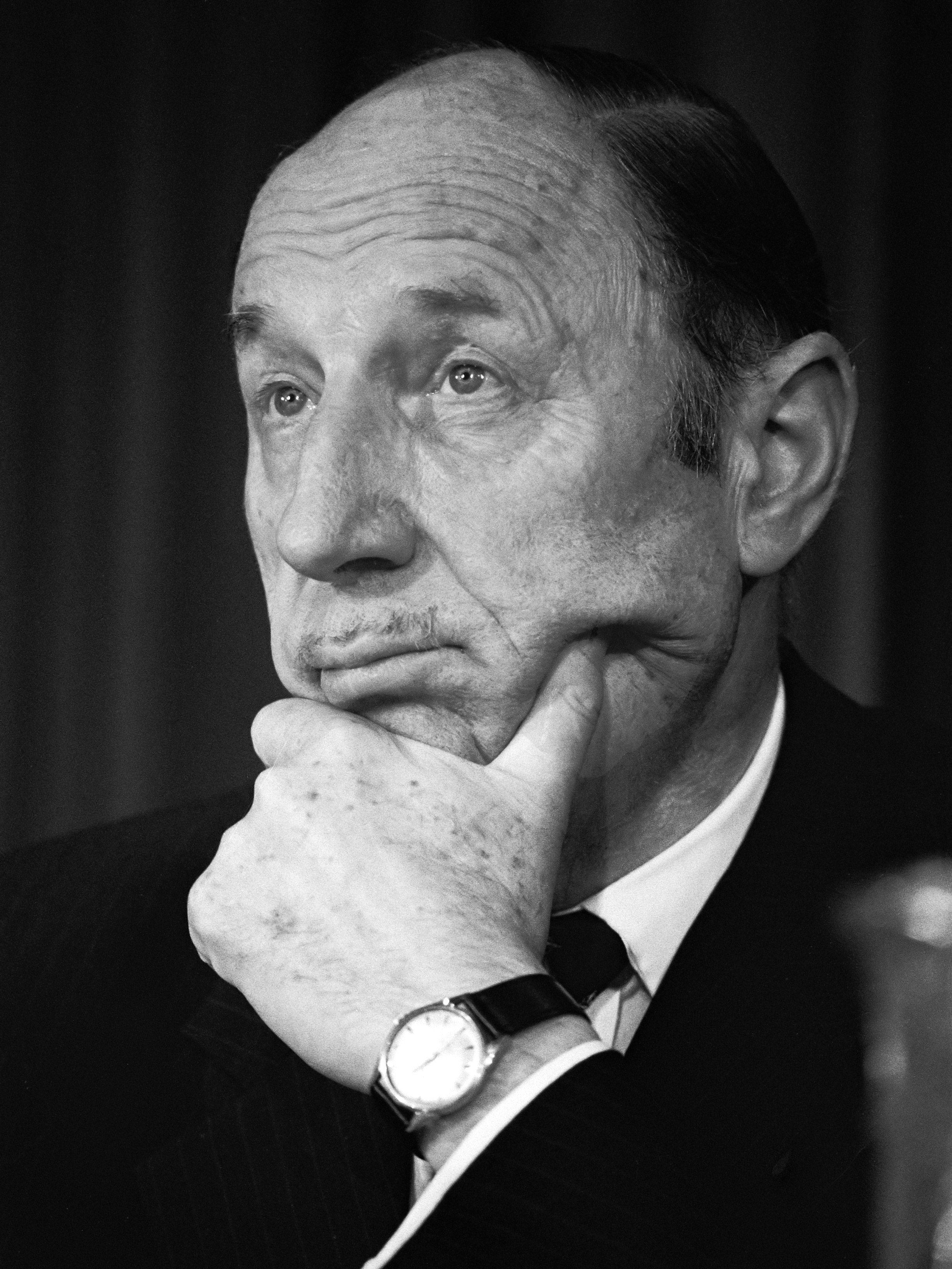
Joseph Luns Ministro holandés de Asuntos Exteriores de 1956 a 1971, bajo 7 gabinetes consecutivos

Durante la década de 1950, los Estados Unidos tenían malas relaciones con Indonesia, debido a su apoyo secreto a los rebeldes antigubernamentales en Sumatra y su falta de voluntad para apoyar el reclamo de Indonesia de Nueva Guinea Occidental. Indonesia también estaba disgustada con la «hostilidad prácticamente unánime de la prensa estadounidense» en su campaña internacional por el oeste de Nueva Guinea. Y a principios de 1959, un consejero escribió un memorándum en nombre del Embajador de los EE. UU. sugiriendo un plan de «administración fiduciaria especial de las Naciones Unidas sobre el territorio por un número limitado de años, al final de los cuales la soberanía se entregaría a Indonesia».
En la inauguración del presidente John F. Kennedy en 1961, el embajador de los Estados Unidos en Indonesia, apoyado por el Consejo de Seguridad Nacional de la Casa Blanca, propuso un plan de siete puntos "para evitar que Indonesia caiga bajo el control comunista y se la entregue a la West ", que incluía la prometedora reunión de Indonesia con West New Guinea. La Oficina de Asuntos Europeos del Gobierno, la Agencia Central de Inteligencia y el Secretario de Estado de EE. UU., Dean Rusk, se opusieron al plan, debido a la hostilidad hacia el presidente indonesio Sukarno, que había colaborado con los japoneses, y el apoyo a los Países Bajos, un aliado de la OTAN. La posición holandesa argumentó que los papúes nativos eran racialmente diferentes de Indonesia, que la incorporación a Indonesia sería "la sustitución del colonialismo marrón por el colonialismo blanco", y que los papuanos "atrasados" no estaban listos para la independencia; mientras que la posición de Indonesia argumentó que Indonesia ya era étnicamente diversa, que Indonesia quería reunir territorios separados por el colonialismo, y que los argumentos holandeses sobre democracia eran "un truco" para crear "en la puerta de Indonesia un estado títere ... bajo tutela holandesa ".
En marzo de 1961, Indonesia había indicado un acuerdo para la administración fiduciaria de las Naciones Unidas a condición de que no se llamara una administración fiduciaria. Tanto los partidarios de Indonesia como los partidarios de los Países Bajos en la administración consideraron favorables al  anticolonialismo. Aunque la idea de la independencia de Papúa atrajo a asesores principales del gobierno de los Estados Unidos, pocos pensaron que fuera realista. Los funcionarios estadounidenses también estaban preocupados por la opinión mundial a favor de Indonesia. Las demostraciones diplomáticas de solidaridad con el Tercer Mundo aumentaron, y en enero de 1962, Egipto cerró su Canal de Suez a los barcos holandeses como protesta contra la política neerlandesa de Nueva Guinea. A mediados de enero Robert Kennedy, hermano del presidente Kennedy viajó a Yakarta y anunció que Estados Unidos, "como antigua colonia, está comprometido con el anticolonialismo".
El presidente Kennedy se reunió más tarde con el ministro de Asuntos Exteriores holandés, Joseph Luns y  con Sukarno, y ambos acordaron una administración fiduciaria de las Naciones Unidas, pero no estuvieron de acuerdo con los detalles. Cuando los Estados Unidos patrocinaron una resolución de "compromiso" en las Naciones Unidas a la que Indonesia se opuso, las relaciones con Indonesia se deterioraron. En diciembre, el Asesor de Seguridad Nacional McGeorge Bundy aconsejó de manera decisiva a Kennedy hacia una posición más pro-indonesia, para que el " bloque soviético ... acerque a Indonesia aún más". Las conversaciones secretas a nivel de embajador mediadas por los estadounidenses comenzaron en marzo de 1962, sin condiciones previas, pero Sukarno se mostró escéptico ante las intenciones estadounidenses. Las conversaciones se llevaron a cabo en la finca Huntland en Middleburg, Virginia. Un resumen del plan del diplomático estadounidense Ellsworth Bunker en 1962 proponía que los Países Bajos transfirieran el control sobre Nueva Guinea a los administradores neutrales de las Naciones Unidas, quienes serían reemplazados gradualmente por los administradores indonesios, y luego a Indonesia, que luego sería necesario organizar un referéndum "para dar libertad a los papúes" con el secretario general de las Naciones Unidas y otro personal de las Naciones Unidas. Los Países Bajos respondieron que la propuesta era una "traición sorprendente por parte de los Estados Unidos", originalmente quería que el referéndum se realizara bajo la administración de la ONU, aunque después de que Estados Unidos amenazó con hacer públicas las negociaciones, accedió con la adición de un "derecho a la libre determinación" en el acuerdo. El ministro de Relaciones Exteriores, Subandrio, quien consideraba la supervisión de las Naciones Unidas y la organización del referéndum como una "humillación para Indonesia", solo aceptó un conjunto de directrices reducidas para el plebiscito [4] cuando Estados Unidos amenazó con "cambiar de bando y apoyar a los holandeses ". La versión final del acuerdo proporcionó los siguientes parámetros para el «acto de libre elección»:
1. Musyawarah (consejo consultivo) recibiría instrucciones sobre los procedimientos para evaluar la voluntad de la población.
2. La fecha real del acto se completaría antes de 1969
3. La pregunta en el acto permitiría a los habitantes decidir si quedarse o separarse de Indonesia
4. Todos los adultos podrán participar en el acto de libre elección.

El 15 de agosto de 1962, representantes de Indonesia y los Países Bajos firmaron el "Acuerdo entre la República de Indonesia y el Reino de los Países Bajos sobre la Nueva Guinea Occidental (West Irian)" en la  sede de las Naciones Unidas en la ciudad de Nueva York.

## Implementación

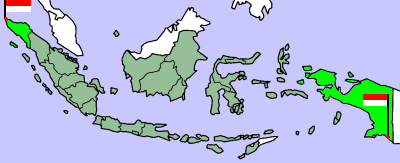
El Acuerdo de Nueva York cumplió el sueño de una "República de Indonesia desde Sabang a Merauke". Las banderas indonesias marcan esos asentamientos dentro de las regiones de Aceh (izquierda) y Nueva Guinea occidental, ambas resaltadas

Algunos miembros del Consejo cuasi legislativo de Nueva Guinea establecido bajo los holandeses se sintieron decepcionados porque los Países Bajos habían firmado el acuerdo sin consultar al Consejo. No obstante, el Consejo decidió apoyar el acuerdo y cooperar con las autoridades de las Naciones Unidas e Indonesia para mantener la paz y el orden. Una pequeña minoría de miembros del Consejo, incluido Nicolaas Jouwe, se negó a apoyar el Acuerdo y se exilió en los Países Bajos. El período de la administración de las Naciones Unidas terminó el 1 de mayo de 1963, según lo previsto en el Acuerdo de Nueva York.
Fernando Ortiz-Sanz, el representante del Secretario General de las Naciones Unidas en Nueva Guinea, observó y aprobó el proceso de musyawarah en marzo y abril de 1969 para el «Acta final de libre elección», aunque recomendó que los consejos se amplíen para cumplir mejor con la elegibilidad de los adultos. En su informe, dijo que la mayoría de las peticiones que recibió de los nuevos guineanos eran pro-indonesias, aunque esta evaluación de la opinión local se contradice con informes de embajadas extranjeras. Entre julio y agosto de 1969, el Acta de Libre Elección concluyó abrumadoramente a favor de quedarse con Indonesia. Profesor de Derecho Internacional H.F. Van Panhuys atribuye los resultados desequilibrados a la falta de desmilitarización del territorio, el proceso de musyawarah ("hablar hasta que se llegue a una decisión unánime ... [no era] propicio para una atmósfera en la que las personas pudieran expresar secretamente y por lo tanto sin temor su preferencia "), y la falta de una opción para la unión con los Países Bajos.
En la Asamblea General de las Naciones Unidas, un grupo de estados africanos, encabezados por Ghana, denunció el Acta de Libre Elección como "imperialismo musulmán" y "racismo asiático". Otros estados, como India, refutaron los cargos y celebraron la unidad indonesia. En octubre de 1969, la Asamblea General de las Naciones Unidas aprobó una resolución 84 votos a favor y 0 en contra, con 30 abstenciones que señaló "con aprecio el cumplimiento [del] Acuerdo de 1962" y agradeció a Indonesia por "sus esfuerzos para promover el desarrollo económico y social". desarrollo de West Irian ". Los estados africanos disidentes propusieron una enmienda para dirigir un segundo referéndum en 1975, pero fracasó debido a la oposición indonesia y estadounidense. El gobierno holandés aceptó los resultados y dijo que el proceso cumplía con el Acuerdo de Nueva York. Reflexionando sobre la votación, el subsecretario general retirado Chakravarthy Narasimhan dijo en 2001: El ambiente en las Naciones Unidas era deshacerse de este problema lo más rápido posible, y mi corazón no está sangrando [por los papúes]. Los Estados Unidos lograron parcialmente su objetivo "ganar [Indonesia] a Occidente", aunque la confrontación entre Indonesia y Malasia y la economía indonesia en proceso de lucha enfriaron las relaciones.
Para Indonesia, la implementación del Acuerdo de Nueva York completó el primer objetivo nacionalista indonesio de lo que Sukarno llamó "República de Indonesia de Sabang a Merauke", y representó una resistencia exitosa contra la partición por motivos étnicos o religiosos. Por otro lado, la implementación del Acuerdo de Nueva York es uno de los reclamos más citados del militante Movimiento Papúa Libre (OPM), y los años inmediatamente posteriores a su implementación fueron los más violentos en el conflicto de guerrillas emergentes con partidarios de la independencia, como combatientes de la OPM, secuestraron y atacaron a objetivos de la policía, el ejército y los transmigrantes, mientras que militares indonesios atacaron pueblos enteros en respuesta. Aunque los partidarios de la independencia de West New Guinea consideran que la «Ley de libre elección» es ilegítima y no cumple con el Acuerdo de Nueva York, las Naciones Unidas mantienen oficialmente que el estado de West New Guinea como parte de Indonesia es "final". En 2002, una asamblea nacionalista de papúes liderada por la activista por la independencia Theys Eluay declaró que el Acuerdo de Nueva York era "ilegal y moralmente inaceptable, porque los representantes de [Nueva Guinea Occidental] no estaban involucrados en él".